# Go Skateboarding Day
Go Skateboarding Day (GSD) o día mundial del skate es un feriado muy reconocido que ocurre anualmente los 21 de junio, el nombre viene de una señal en inglés que dice "No skateboarding" que usualmente ha sido cambiada por "Go skateboarding" por los adeptos a este deporte extremo. Este feriado fue escogido por la Asociación Internacional de Empresas de Skate, para promocionarse a través de varios eventos alrededor del mundo. Desde que este evento se inició en el 2004 ha recibido reconocimiento especial del Congreso de los Estados Unidos por promover el deporte del skateboarding.